# Bulbophyllum longiscapum
Bulbophyllum longiscapum là một loài phong lan thuộc chi Bulbophyllum.